# Diga di Kurtboğazı
La diga di Kurtboğazı è una diga della Turchia. Si trova nella provincia di Ankara.